# Веронела
Веронела (итал. Veronella) је насеље у Италији у округу Верона, региону Венето.
Према процени из 2011. у насељу је живело 1387 становника. Насеље се налази на надморској висини од 21 м.

## Становништво
| 1931. | 1936. | 1951. | 1961. | 1971. | 1981. | 1991. | 2001. | 2011. |
| ----- | ----- | ----- | ----- | ----- | ----- | ----- | ----- | ----- |
| 4.268 | 4.186 | 4.508 | 3.720 | 3.353 | 3.431 | 3.442 | 3.696 | 4.670 |